# Белорусско-чешские отношения

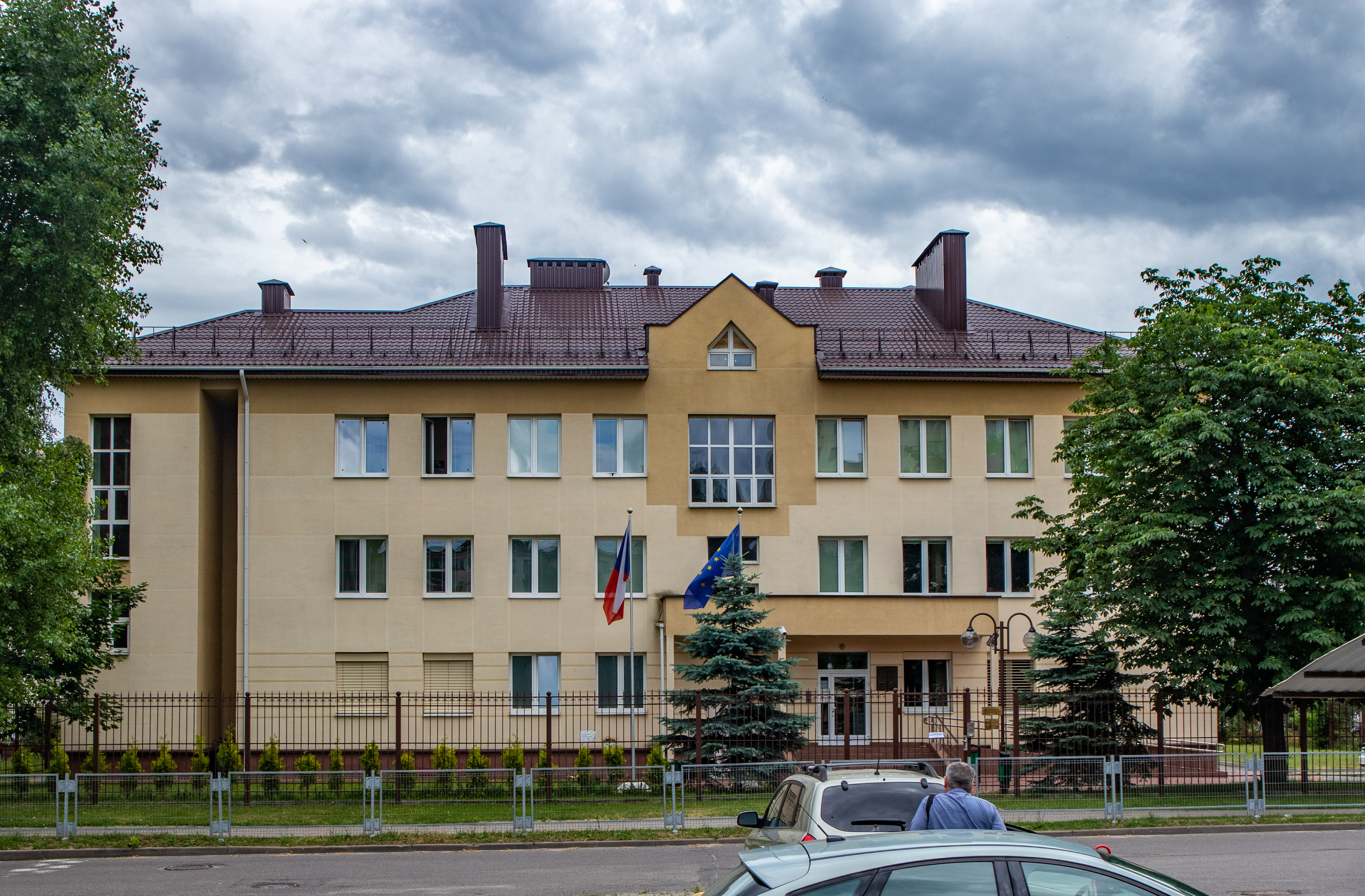
Посольство Чехии в Минске

Белорусско-чешские отношения — двусторонние дипломатические отношения между Белоруссией и Чехией. Обе страны установили дипломатические отношения в 1993 году. Белоруссия имеет посольство в Праге, а Чехия имеет посольство в Минске. Обе страны являются полноправными членами Организации по безопасности и сотрудничеству в Европе.

## История
Связи Белоруссии и Чехии начинаются с древних лет. Чешским правителем, впервые обратившим свой взор на восточные земли в середине XIII века, стал Пржемысл Отакар II (середина XIII века). Именно он основал в 1255 г. город Кёнигсберг (Калининград). Внимание Беларуси оказывали и многие другие чешские правители, такие, как Иоганн Люксембургский, а позже Сигизмунд Люксембург.
Моравский военачальник Ян Сокол из Ламберка также принимал участие в Грюнвальдской битве, и погиб в Берестье (Бресте).
В 1517 году белорусский первопечатник Франциск Скорина напечатал в Праге свою первую книгу «Псалтырь», а также Библию и ряд других книг.
Со второй половины XIX века из Чехии и Моравии (их территории входили в состав Австро-Венгрии) много граждан было выселено в Минскую губернию. Первое упоминание об этом относится к 1855 году, когда несколько семей переселилось в деревню Головчицы в сегодняшнем Наровлянском районе. Наибольшее количество чехов жило и живёт до сих пор в Гомельской области, в окрестностях городов Речица и Мозырь.
Австро-Венгерская империя(в составе которой были территории Чехии) предоставляла политическое убежище белорусской эмиграции. В 1905 на территории Чехии была создана белорусская организация «Табор».
В 1917 г. в Бобруйске был дислоцирован Чехословацкий запасной батальон.
Приезд Т. Г. Масарика в Бобруйск
«Глава народного сопротивления, председатель Чехословацкого Национального Совета, „батюшка“ добровольцев профессор Т. Г. Масарик прибыл в Бобруйск 27 июля 1917 года к 6 часам вечера. Батальон в полном составе и в полевой экипировке выстроился рядами на бобруйской площади, и когда наконец с нетерпением ожидаемый народный предводитель встал в его середину, не у одного добровольца на ресницах задрожали слёзы… Масарик был принят не только нашим командованием, но и русскими с почестями, которые полагаются главе независимого государства. Перед домом, в котором он жил, всё время стоял почётный караул сержантской школы; когда он пришёл на полигон, где был построен запасной батальон, перед ним держал доклад, в первую очередь, командир гарнизона, русский генерал Максимович-Романов; командир запасного батальона, полковник Макаров, подавая Масарику рапорт, обращался к нему: „Господин президент“.»

«Здесь Масарик впервые встретился с чехословацким войском: проповедник гуманизма, пацифист, антимилитарист пришёл к войску, которое признавало его диктатором и которое отчасти даже присягнуло ему в верности и послушании…»

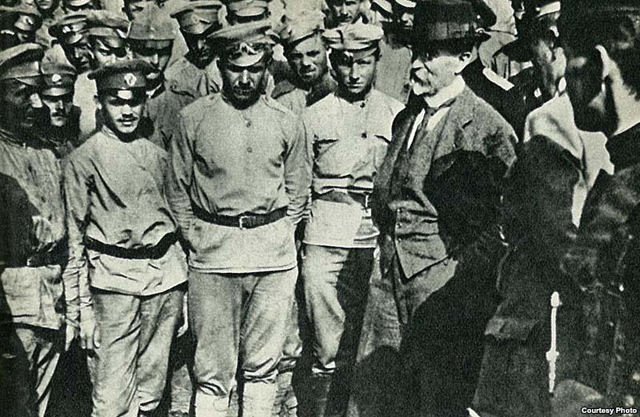
Т. Г. Масарик среди солдат в Бобруйске

После возникновения БНР, белорусское правительство опиралось на дипломатические отношения с Чехословакией. Белорусские политики считали, что Чехословакия могла стать посредником и защитником ее интересов. Об этом свидетельствует корреспонденция и переговоры Т. Г. Масарика с Антоном Луцкевичем.
В чехословацкой армии также служил белорусский офицер Павел Фёдорович Вендт.
В 1918—1945 годах в Праге действовали Белорусское (Кривичское) культурное общество имени Ф. Скорины, белорусское общество «Сокол» и Белорусский архив. В межвоенное время правительство Чехии финансировал обучение белорусских студентов преимущественно из западной части страны в чешских университетах, действовало Объединение белорусских студентов, которое издавала свой бюллетень.
В 1923 году в столицу Чехословакии переместилось правительство Белорусской Народной Республики. Рада БНР находилась в Праге до марта 1943 года. Существовала и дипломатическое представительство БНР.
С 1996 года в чешские ВУЗЫ снова стали принимать белорусских студентов. В августе 2001 года в Праге побывала делегация Национального собрания Республики Беларусь. В 2002 году Минск посетил премьер-министр Чехии Милош Земан. В ноябре 2002 года правительство Чехии отказалось пустить в страну Президента Республики Беларусь Александра Лукашенко, который намеревался присутствовать на саммите Совета Евроатлантического партнерства. В 2006 году в посольство Белоруссии в Праге не пустили бывшего президента Чехии Вацлава Гавела. В конце октября 2008 года Белоруссию посетил заместитель министра иностранных дел Чехии Томаш Пояр.

## Несоблюдение международных договоров
Белорусская сторона частично не признаёт договору между Союзом Советских Социалистических Республик и Чехословацкой Социалистической Республикой о правовой помощи и правовых отношениях по гражданским, семейным и уголовным делам, заключенный в г. Москве 12 августа 1982 года (дата вступления в силу 4 июня 1983 года, для Чешской Республики – 25 ноября 2002 года). Правопреемство оформлено Законом Республики Беларусь от 1 ноября 2002 г. № 142-З. Согласно которому: 

Статья 11
Действительность документов
1. Документы, которые на территории одной Договаривающейся Стороны изготовлены или засвидетельствованы учреждением юстиции или иным учреждением либо специально на то уполномоченным лицом в пределах их компетенции и по установленной форме и которые скреплены официальной печатью, принимаются на территории другой Договаривающейся Стороны без какого-либо иного удостоверения. Это относится также к документам граждан, подпись которых засвидетельствована по правилам, действующим на территории соответствующей Договаривающейся Стороны.
2. Документы, которые на территории одной Договаривающейся Стороны рассматриваются как официальные документы, пользуются и на территории другой Договаривающейся Стороны доказательной силой официальных документов.

Требуя от заявителей таких документов предоставить Апостиль, ссылаясь на то что «без легализации и проставления апостиля документы предоставляются только по запросам о правовой помощи компетентных органов». О проблемах несоблюдения этого договора с чешской стороны неизвестно, белорусские документы переведённые на чешский язык, по прежнему, принимаются чешскими органами без апостиля.

## Торговля
Две страны активно торгуют со значительных положительным сальдо в пользу Чехии. Динамика внешней торговли в 2011—2019 годах (млн долларов):
Среди крупнейших позиций белорусского экспорта в Чехию в 2017 году — различные виды проволоки и проводов.
Крупнейшие позиции белорусского импорта из Чехии в 2017 году:
- Вычислительные машины (17,2 млн долларов);
- Оборудование для термической обработки металлов (10,6 млн долларов);
- Части к насосам жидкостным (8 млн долларов);
- Легковые автомобили (4,9 млн долларов).